# Kásás köcsög
A Kásás köcsög (eredeti cím: Горшочек каши, magyar átírással Gorsocsek kasi) 1984-ben készült szovjet rajzfilm, amely a Grimm fivérek Az édes kása című meséje alapján készült.
A Szovjetunióban 1984-ben, Magyarországon 1989-ben szovjet mesefilm összeállítással jelent meg VHS-en a MOKÉP forgalmazásában, először 1991. november 4-én az MTV2-n vetítették le a televízióban.

## Szereplők
| Szereplő              | Eredeti hang       | Magyar hang        |
| --------------------- | ------------------ | ------------------ |
| Karl Hagenbak         | Jevgenyij Vesznyik | Rátonyi Róbert     |
| Kislány               | Ljudmila Gnyilova  | Ambrus Asma        |
| Kis boszorkányok      | N/A                | N/A                |
| Szőke kukta           | N/A                | Kútvölgyi Erzsébet |
| Anya                  | N/A                | N/A                |
| Herceg inasa          | N/A                | N/A                |
| Szőke herceg          | N/A                | N/A                |
| Kásaszállító szekeres | N/A                | Balázsi Gyula      |
| Kapuőr #1             | N/A                | Somogyvári Pál     |